# بعورته
بعوره (به عربی: بعورته) یک منطقهٔ مسکونی در لبنان است که در شهرستان عالیه واقع شده‌است. بعوره ۶٫۴۳ کیلومتر مربع مساحت دارد ۵۴۰ متر بالاتر از سطح دریا واقع شده‌است.